# Премия Гильдии киноактёров США за лучшую мужскую роль в телефильме или мини-сериале
Премия Гильдии киноактёров США за лучшую мужскую роль в телефильме или мини-сериале — награда Гильдии киноактёров США, присуждаемая ежегодно с 1995 года.

## Лауреаты и номинанты
Здесь приведён полный список номинантов и лауреатов.
| Лауреаты выделены отдельным цветом. |

### 1995—1999
| 1995                                       | |
| Лауреат                                    | Номинанты |
| - Рауль Хулия (посмертно) «Огненный сезон» | - Джеймс Гарнер «Досье детектива Рокфорда: Я все ещё люблю Лос-Анджелес» - Джон Малкович «Сердце во тьме» - Гэри Синиз «Противостояние» - Форест Уитакер «Внутренний враг» |

| 1996                  | |
| Лауреат               | Номинанты |
| - Гэри Синиз «Трумен» | - Алек Болдуин «Трамвай „Желание“» - Лоренс Фишберн «Пилоты из Таскиги» - Джеймс Гарнер «Досье детектива Рокфорда: Скрытое благословение» - Томми Ли Джонс «Хорошие старые парни» |

| 1997                     | |
| Лауреат                  | Номинанты |
| - Алан Рикман «Распутин» | - Арманд Ассанте «Готти» - Бо Бриджес «Скрыто в Америке» - Роберт Дюваль «Человек, который поймал Эйхмана» - Эд Харрис «Всадники полынных прерий» |

| 1998                         | |
| Лауреат                      | Номинанты |
| - Гэри Синиз «Джордж Уоллес» | - Джек Леммон «12 разгневанных мужчин» - Сидней Пуатье «Противостояние» - Винг Рэймс «Дон Кинг: Только в Америке» - Джордж К. Скотт «12 разгневанных мужчин» |

| 1999                           | |
| Лауреат                        | Номинанты |
| - Кристофер Рив «Окно во двор» | - Чарльз С. Даттон «Слепая вера» - Джеймс Гарнер «Цена успеха» - Бен Кингсли «Суини Тодд» - Рэй Лиотта «Крысиная стая» - Стэнли Туччи «Крёстный отец эфира» |

### 2000—2009
| 2000                             | |
| Лауреат                          | Номинанты |
| - Джек Леммон «Вторники с Морри» | - Хэнк Азариа «Вторники с Морри» - Питер Фонда «Тайная страсть Айн Рэнд» - Джордж К. Скотт «Пожнёшь бурю» - Патрик Стюарт «Рождественская песнь в прозе» |

| 2001                                   | |
| Лауреат                                | Номинанты |
| - Брайан Деннехи «Смерть коммивояжёра» | - Алек Болдуин «Нюрнберг» - Брайан Кокс «Нюрнберг» - Дэнни Гловер «Песня свободы» - Джон Литгоу «Последний рыцарь» - Джеймс Вудс «Грязные снимки» |

| 2002                       | |
| Лауреат                    | Номинанты |
| - Бен Кингсли «Анна Франк» | - Алан Алда «Агенты» - Ричард Дрейфус «День, когда стреляли в президента» - Джеймс Франко «Джеймс Дин» - Грегори Хайнс «Игра по чужим правилам» |

| 2003                           | |
| Лауреат                        | Номинанты |
| - Уильям Мейси «Дверь в дверь» | - Альберт Финни «Черчилль» - Брэд Гарретт «Глисон» - Шон Хейс «Мартин и Льюис» - Джон Туртурро «Футбол по понедельникам» |

| 2004                            | |
| Лауреат                         | Номинанты |
| - Аль Пачино «Ангелы в Америке» | - Джастин Кёрк «Ангелы в Америке» - Пол Ньюман «Наш город» - Форест Уитакер «Вооружённый отпор» - Джеффри Райт «Ангелы в Америке» |

| 2005                                           | |
| Лауреат                                        | Номинанты |
| - Джеффри Раш «Жизнь и смерть Питера Селлерса» | - Джейми Фокс «Искупление» - Уильям Мейси «Джиго» - Барри Пеппер «3: История Дейла Эрнхардта» - Джон Войт «Куда приводят сны» |

| 2006                           | |
| Лауреат                        | Номинанты |
| - Пол Ньюман «Падение империи» | - Кеннет Брана «Тёплые источники» - Тед Дэнсон «Рыцари Южного Бронкса» - Эд Харрис «Падение империи» - Кристофер Пламмер «Отцы наши» |

| 2007                           | |
| Лауреат                        | Номинанты |
| - Джереми Айронс «Елизавета I» | - Томас Хейден Чёрч «Прерванный путь» - Роберт Дюваль «Прерванный путь» - Уильям Мейси «Ночные кошмары и фантастические видения: По рассказам Стивена Кинга» - Мэттью Перри «История Рона Кларка» |

| 2008                                   | |
| Лауреат                                | Номинанты |
| - Кевин Клайн «Как вам это понравится» | - Майкл Китон «Компания» - Оливер Платт «Бронкс в огне» - Сэм Шепард «Резвая» - Джон Туртурро «Бронкс в огне» |

| 2009                        | |
| Лауреат                     | Номинанты |
| - Пол Джаматти «Джон Адамс» | - Рэйф Файнс «Бернард и Дорис» - Кевин Спейси «Пересчёт» - Кифер Сазерленд «24 часа: Искупление» - Том Уилкинсон «Джон Адамс» |

### 2010—2019
| 2010                           | |
| Лауреат                        | Номинанты |
| - Кевин Бэйкон «Забирая Чэнса» | - Джереми Айронс «Джорджия О’Кифф» - Кьюба Гудинг-младший «Золотые руки: История Бена Карсона» - Кевин Клайн «Сирано де Бержерак» - Том Уилкинсон «Ряд» |

| 2011                              | |
| Лауреат                           | Номинанты |
| - Аль Пачино «Вы не знаете Джека» | - Джон Гудмен «Вы не знаете Джека» - Деннис Куэйд «Особые отношения» - Эдгар Рамирес «Карлос» - Патрик Стюарт «Макбет» |

| 2012                                                | |
| Лауреат                                             | Номинанты |
| - Пол Джаматти «Крах неприемлем: спасая Уолл-стрит» | - Джеймс Вудс «Крах неприемлем: спасая Уолл-стрит» - Грег Киннир «Клан Кеннеди» - Гай Пирс «Милдред Пирс» - Лоренс Фишберн «Судья Тергуд» |

| 2013                                | |
| Лауреат                             | Номинанты |
| - Кевин Костнер «Хэтфилды и Маккои» | - Клайв Оуэн «Хемингуэй и Геллхорн» - Билл Пэкстон «Хэтфилды и Маккои» - Вуди Харрельсон «Игра изменилась» - Эд Харрис «Игра изменилась» |

| 2014                             | |
| Лауреат                          | Номинанты |
| - Майкл Дуглас «За канделябрами» | - Джереми Айронс «Пустая корона» - Мэтт Дэймон «За канделябрами» - Роб Лоу «Убийство Кеннеди» - Аль Пачино «Фил Спектор» |

| 2015                            | |
| Лауреат                         | Номинанты |
| - Марк Руффало «Обычное сердце» | - Эдриен Броуди «Гудини» - Ричард Дженкинс «Что знает Оливия?» - Бенедикт Камбербэтч «Шерлок: Его последний обет» - Билли Боб Торнтон «Фарго» |

| 2016                  | |
| Лауреат               | Номинанты |
| - Идрис Эльба «Лютер» | - Бен Кингсли «Тут» - Рэй Лиотта «Восстание Техаса» - Билл Мюррей «Очень Мюрреевское Рождество» - Марк Райлэнс «Волчий зал» |

| 2017                                | |
| Лауреат                             | Номинанты |
| - Брайан Крэнстон «До самого конца» | - Риз Ахмед «Однажды ночью» - Стерлинг К. Браун «Американская история преступлений: Народ против О. Джея Симпсона» - Кортни Б. Вэнс «Американская история преступлений: Народ против О. Джея Симпсона» - Джон Туртурро «Однажды ночью» |

| 2018                                           | |
| Лауреат                                        | Номинанты |
| - Александр Скарсгард «Большая маленькая ложь» | - Роберт Де Ниро «Лжец, Великий и Ужасный» - Джефф Дэниэлс «Забытые Богом» - Бенедикт Камбербэтч «Шерлок при смерти» - Джеффри Раш «Гений» |

| 2019                                                                        | |
| Лауреат                                                                     | Номинанты |
| - Даррен Крисс «Убийство Джанни Версаче: Американская история преступлений» | - Антонио Бандерас «Гений» - Хью Грант «Чрезвычайно английский скандал» - Билл Пуллман «Грешница» - Энтони Хопкинс «Король Лир» |

### 2020—наст. время
| 2020                         | |
| Лауреат                      | Номинанты |
| - Сэм Рокуэлл «Фосси/Вердон» | - Махершала Али «Настоящий детектив» - Джаррел Джером «Когда они нас увидят» - Рассел Кроу «Самый громкий голос» - Джаред Харрис «Чернобыль» |

| 2021                                    | |
| Лауреат                                 | Номинанты |
| - Марк Руффало «Я знаю, что это правда» | - Билл Кэмп «Ход королевы» - Давид Диггз «Гамильтон» - Хью Грант «Отыграть назад» - Итан Хоук «Птица доброго Господа» |

| 2022                  | |
| Лауреат               | Номинанты |
| - Майкл Китон «Ломка» | - Мюррей Бартлетт «Белый лотос» - Оскар Айзек «Сцены из супружеской жизни» - Юэн Макгрегор «Холстон» - Эван Питерс «Мейр из Исттауна» |

| 2023                 | |
| Лауреат              | Номинанты |
| - Сэм Эллиотт «1883» | - Стив Карелл «Пациент» - Тэрон Эджертон «Чёрная птица» - Пол Уолтер Хаузер «Чёрная птица» - Эван Питерс «Монстр: История Джеффри Дамера» |
| 2024                 | |
| Лауреат              | Номинанты |
| - Стивен Ян «Грызня» | - Мэтт Бомер «Попутчики» - Дэвид Ойелоуо «Законники: Басс Ривз» - Джон Хэмм «Фарго» - Тони Шэлуб «Последнее дело Мистера Монка»           |

| 2025                      | |
| Лауреат                   | Номинанты |
| - Колин Фаррелл «Пингвин» | - Хавьер Бардем «Монстры: История Лайла и Эрика Менендес» - Кевин Клайн «Все совпадения неслучайны» - Эндрю Скотт «Рипли» - Ричард Гэдд «Оленёнок» |

## Статистика

### Многократные номинанты
В таблицах полужирным золотым шрифтом отмечены годы побед.
| • Гэри Синиз     | 1995, 1996, 1998 |
| • Джеймс Гарнер  | 1995, 1996, 1999 |
| • Эд Харрис      | 1997, 2006, 2013 |
| • Бен Кингсли    | 1999, 2002, 2016 |
| • Уильям Мейси   | 2003, 2005, 2007 |
| • Джон Туртурро  | 2003, 2008, 2017 |
| • Аль Пачино     | 2004, 2011, 2014 |
| • Джереми Айронс | 2007, 2010, 2014 |
| • Кевин Клайн    | 2008, 2010, 2025 |

| • Форест Уитакер      | 1995, 2004 |
| • Алек Болдуин        | 1996, 2001 |
| • Лоренс Фишберн      | 1996, 2012 |
| • Роберт Дюваль       | 1997, 2007 |
| • Джордж К. Скотт     | 1998, 2000 |
| • Джек Леммон         | 1998, 2000 |
| • Рэй Лиотта          | 1999, 2016 |
| • Патрик Стюарт       | 2000, 2011 |
| • Джеймс Вудс         | 2001, 2012 |
| • Пол Ньюман          | 2004, 2006 |
| • Джеффри Раш         | 2005, 2018 |
| • Майкл Киттон        | 2008, 2022 |
| • Том Уилкинсон       | 2009, 2010 |
| • Пол Джаматти        | 2009, 2012 |
| • Бенедикт Камбербэтч | 2015, 2018 |
| • Марк Руффало        | 2015, 2021 |
| • Хью Грант           | 2019, 2021 |
| • Эван Питерс         | 2022, 2023 |

### Другие достижения
Телефильм или мини-сериал с наибольшим количеством номинаций за лучшую мужскую роль (указан год проведения церемонии):
- «Ангелы в Америке» (2004) — 3 номинации

Самый старый лауреат:
- Пол Ньюман (2006) — 81 год

Самый старый номинант:
- Пол Ньюман (2006) — 80 лет

Самый молодой лауреат:
- Гэри Синиз (1996) — 40 лет

Самый молодой номинант:
- Джеймс Франко (2002) — 23 года